# Senhora da Hora
Senhora da Hora é uma cidade portuguesa do município de Matosinhos que foi sede da extinta freguesia homónima que tinha 3,77 km² de área e 26988 habitantes (2021).
A Freguesia de Senhora da Hora, que fora criada pelo decreto lei nº 22.677, de 14 de junho de 1933, com lugares da freguesia de Matosinhos, foi extinta em 2013, no âmbito de uma reforma administrativa nacional, para, em conjunto com a freguesia de São Mamede de Infesta, formar uma nova freguesia denominada São Mamede de Infesta e Senhora da Hora, com sede em Senhora da Hora.
Senhora da Hora foi elevado a cidade em 12 de Junho de 2009.

## População
| População da freguesia de Senhora da Hora | População da freguesia de Senhora da Hora | População da freguesia de Senhora da Hora | População da freguesia de Senhora da Hora | População da freguesia de Senhora da Hora | População da freguesia de Senhora da Hora | População da freguesia de Senhora da Hora | População da freguesia de Senhora da Hora | População da freguesia de Senhora da Hora | População da freguesia de Senhora da Hora | População da freguesia de Senhora da Hora | População da freguesia de Senhora da Hora | População da freguesia de Senhora da Hora | População da freguesia de Senhora da Hora | População da freguesia de Senhora da Hora |
| ----------------------------------------- | ----------------------------------------- | ----------------------------------------- | ----------------------------------------- | ----------------------------------------- | ----------------------------------------- | ----------------------------------------- | ----------------------------------------- | ----------------------------------------- | ----------------------------------------- | ----------------------------------------- | ----------------------------------------- | ----------------------------------------- | ----------------------------------------- | ----------------------------------------- |
| 1864                                      | 1878                                      | 1890                                      | 1900                                      | 1911                                      | 1920                                      | 1930                                      | 1940                                      | 1950                                      | 1960                                      | 1970                                      | 1981                                      | 1991                                      | 2001                                      | 2011                                      |
|                                           |                                           |                                           |                                           |                                           |                                           |                                           | 5 160                                     | 5 856                                     | 7 435                                     | 9 944                                     | 13 321                                    | 19 988                                    | 26 543                                    | 27 747                                    |

| Distribuição da população por grupos etários | Distribuição da população por grupos etários | Distribuição da população por grupos etários | Distribuição da população por grupos etários | Distribuição da população por grupos etários | Distribuição da população por grupos etários | Distribuição da população por grupos etários | Distribuição da população por grupos etários | Distribuição da população por grupos etários | Distribuição da população por grupos etários |
| -------------------------------------------- | -------------------------------------------- | -------------------------------------------- | -------------------------------------------- | -------------------------------------------- | -------------------------------------------- | -------------------------------------------- | -------------------------------------------- | -------------------------------------------- | -------------------------------------------- |
| Ano                                          | 0-14 anos                                    | 15-24 anos                                   | 25-64 anos                                   | > 65 anos                                    |                                              | 0-14 anos                                    | 15-24 anos                                   | 25-64 anos                                   | > 65 anos                                    |
| 2001                                         | 4 524                                        | 3 752                                        | 15 730                                       | 2 537                                        |                                              | 17,0%                                        | 14,1%                                        | 59,3%                                        | 9,6%                                         |
| 2011                                         | 3 901                                        | 3 188                                        | 16 797                                       | 3 861                                        |                                              | 14,1%                                        | 11,5%                                        | 60,5%                                        | 13,9%                                        |

## Geografia

### Subdivisões
- Barranha[6]

### Património

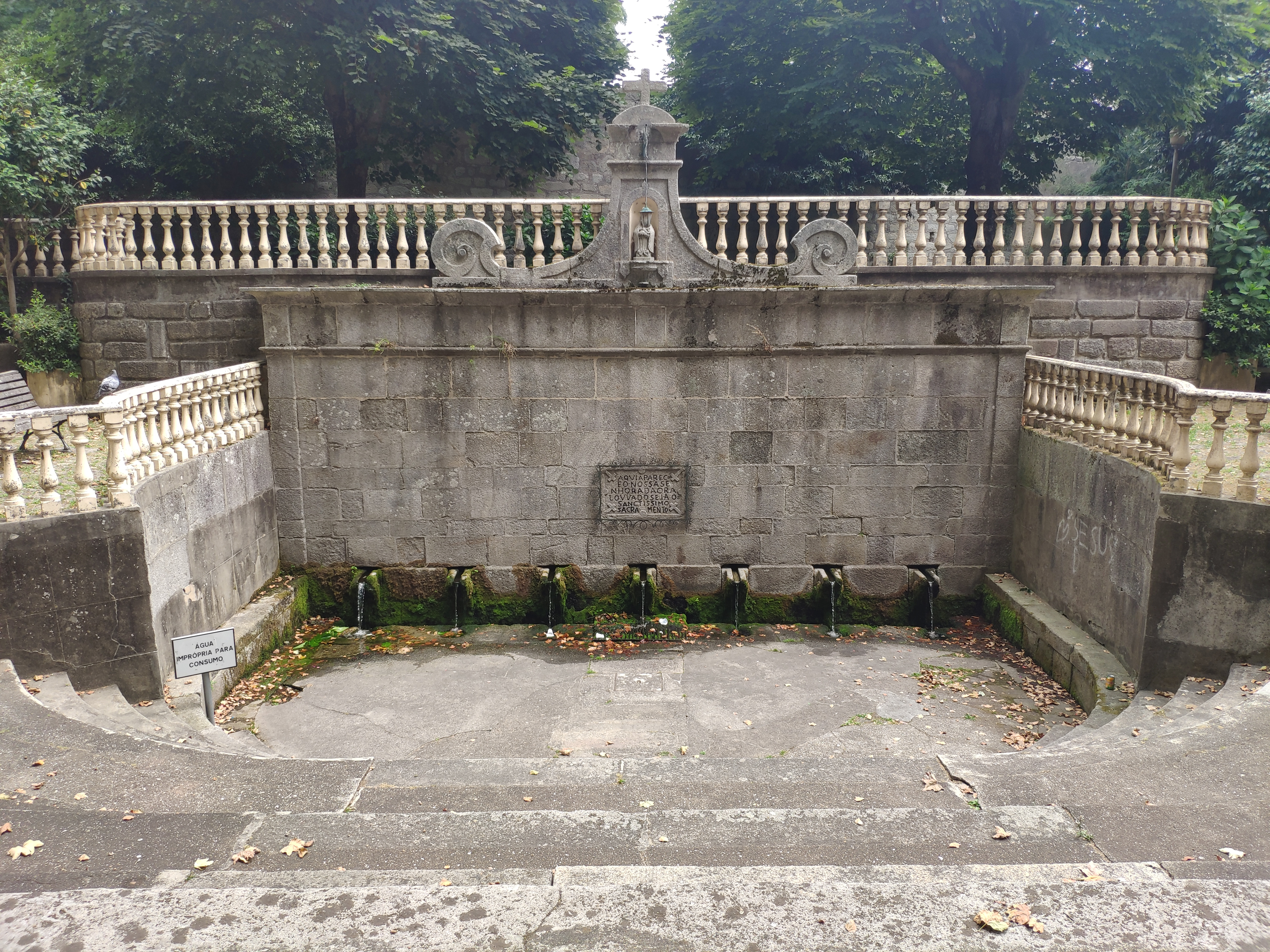
Fonte das Sete Bicas

- Casa e Quinta de São Gens (incluindo terreno e jardim)
- Capela da Nossa Senhora da Hora
- Capela de Nossa Senhora da Penha
- Igreja da Nossa Senhora da Hora
- Monumento dos Centenários
- Casa Sapage
- Quinta do Viso
- Fonte das Sete Bicas
- Casa da Gabriela Ferreira

## Outros locais de interesse
- NorteShopping
- Hipermercado Continente
- Efanor (recentemente demolida)
- Estação da CP (Senhora da Hora) - (Estação de Passageiros mais Barracão* do Carvão) - deu lugar à Estação de Metro da Senhora da Hora

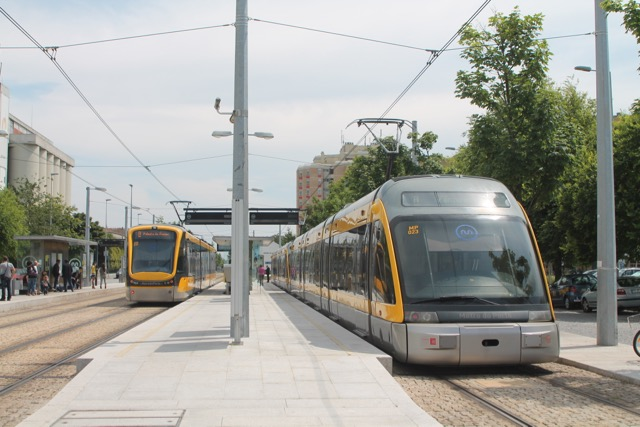
Estação do Metro em Senhora da Hora

- Feira da Senhora da Hora

## História

### Criação da freguesia
Em 1514, Aleixo Francisco mandou construir uma capela: a capela de Nossa Senhora da Hora. Estavam, assim, lançadas as sementes para a Festa da Senhora da Hora que, durante séculos, e ainda actualmente, trouxe a esta povoação romeiros de toda a região Norte, tal era, e é, a devoção a Nossa Senhora, que segundo consta aqui terá aparecido.
É, pois, neste lugar, que se foi criando a povoação da Senhora da Hora. Povoação esta que, em 1836, foi elevada a sede do concelho de Bouças e três anos mais tarde a Vila de Bouças.
Assim se manteve com tão importante estatuto até 1853, ano em que foi criada a Vila de Matosinhos, para onde foi transferida a sede do concelho.
Em 1893, perto da já referida capela, foi construída a famosa «Fonte das Sete Bicas», sobre a qual está gravado na pedra: "1893 Aqui apareceu Nossa Senhora da Hora, louvado seja o Santissimo Sacramento"
A vila de Bouças volta então a ser o pequeno e simples lugar da Senhora da Hora, não conseguindo sequer ser freguesia.
Face ao aumento da população, à área ocupada e à industrialização do lugar, no diário do Governo n.º 131-I Série-de 14 de junho de 1933, foi publicado o Decreto de Lei n.º 22:677, que criou a freguesia da Senhora da Hora, do concelho de Matosinhos, do distrito do Porto. Para a concretização do processo para a elevação a freguesia desta povoação, muito contribuiu e se esforçou o membro substituto da primeira Comissão Administrativa desta Junta, senhor Dr. Rogério Paes da Cunha Prelada, médico, muito carinhoso para com os pobres, o qual foi alvo duma singela mas significativa homenagem de reconhecimento, realizada aquando da passagem do 1º Aniversário da referida elevação (14 de Junho de 1934).

### Elevação à categoria de vila e depois cidade
No Diário da República n.º 193-I Série-de 23 de Agosto de 1986, foi publicada a Lei nº. 28/86, que no seu Artigo 2º, alínea b), eleva a povoação da Senhora da Hora à categoria de vila. No dia 12 de junho de 2009 a Vila da Senhora da Hora foi elevada a categoria de cidade após votação na Assembleia da República. Além de Senhora da Hora, também outras cidades, como Borba, foram eleitas como cidades a 12 de Junho.

### Situação geográfica
Freguesia situada no Norte de Portugal, no distrito do Porto, a três quilómetros, a este do centro da sede do Concelho de Matosinhos, tendo como confrontos as seguintes freguesias, a norte, Custoias e Guifões; a Leste, S. Mamede Infesta; a oeste, Matosinhos; a sul, Ramalde e Aldoar, sendo estas duas últimas, da cidade do Porto.

### Área geográfica
Após a publicação do decreto-lei n.º 31933 no Diário do Governo-I Série-N.º 66, de 21 de Março de 1942, que estabelece os seus limites, a sua área geográfica comum da freguesia da Senhora da Hora ficou definida em 380 hectares.

### Demografia
A população de facto, ou presente, e a estimada é a seguinte: Censos (ano de 1991) = 19608 habitantes; Recenseamento Eleitoral (1997) = 17482 recenseados; Estimada (+/-) = 27500 habitantes.

### Criação dos símbolos da freguesia
Da autoria do membro do executivo desta Junta, já falecido, Sr. Carlos Alberto da Silva Costa (APU), foi apresentado em 1981 um esboço do desenho do brasão e da bandeira para apreciação o qual, depois de sofrer várias alterações, foi aprovado em 4 de Fevereiro de 1982, tendo sido submetido a ratificação da Assembleia de Freguesia em 29 de Março de 1982, e em 10 de Outubro de 1991, foi solicitado o parecer à Comissão de Heráldica, a qual deu o seu parecer em 6 de Fevereiro de 1995,nos termos da lei nº53/91, de 7 de Agosto, introduzindo-lhe novas alterações, as quais foram executadas pelo Sr. Dr. José Luís Guedes Barreira, residente em Rio Tinto, que anuiu gentil e graciosamente ao nosso pedido. Em 21 de Fevereiro de 1995, o parecer da Comissão de Heráldica dos Arqueólogos Portugueses foi aprovado pela Junta e em 27 de Abril de 1995 pela Assembleia de Freguesia. Em 20 de Março de 1996, na página 5079, do diário da república - III série -Nº68-, foi publicado o edital que torna público a aprovação definitiva do Brasão, Bandeira e Selo Branco desta Junta de Freguesia.

### Brasão, bandeira e selo branco
Brasão: Escudo de prata, chafariz de azul, com alçado com sete bicas dispostas em faixa, donde corre água; em orla, uma grinalda de folhas de planta, de verde. Coroa mural de prata de quatro torres. listel branco, com a legenda a negro, em maiúsculas: "SENHORA DA HORA". O chafariz conhecido pela Fonte das Sete Bicas, constitui o verdadeiro "ex-libris" desta terra sendo local de um antiquíssimo culto aquífero, representando de azul numa alusão à lealdade e nobreza das suas gentes.
Bandeira: Esquartelada de verde e branco. Cordão e borlas de prata e verde. Haste e lança de ouro. O verde recorda a mancha verdejante de outrora, sendo o esmalte da abundância, da esperança e da liberdade. A prata, de branco por se tratar de tecido, representa o seu subsolo rico em caulinos e granitos, significando a riqueza do trabalho executado e a humildade com que é desenvolvida.
Selo Branco: Circular, com as peças do escudo sem a indicação de cores e metais, tudo envolvido por dois círculos concêntricos, onde corre a legenda: "Junta de Freguesia da Senhora da Hora - Matosinhos".

### Das Velhas Capelas à Nova Igreja
Capela de Nossa Senhora da Hora
Foi mandada construir em 1514, no Monte do Viso, no local chamada Mãe de água, pelo mareante matosinhense Aleixo Fernandes que, como sua, a administrou por um período de trinta anos. A partir de 1544 passou ser dirigira por devotos até que, em 1705, assumiu a sua gerência, Romualdo de Almeida Cabral, sargento-mor dos Terços Auxiliares da Cidade do Porto, tendo-lhe sucedido Miguel de Almeida. A citada Capela da Senhora Hora, contém uma torre sineira e um relógio e está situada na Avenida com o mesmo nome.
Capela Antiga
Está localizada nas traseiras da Capela da Senhora da Hora, bastante envelhecida pelo tempo, com uma porta virada para a Avenida e da qual se ignora o seu orago, mas que o povo vulgar e popularmente lhe chama Capela da Senhora da Penha. Em 1995, por louvável iniciativa paroquial, iniciaram-se umas obras de recuperação desta Capela, cujo Templo data do século XVI e que possuí um altar em estilo barroco sanjoanino, e se encontrava ao completo abandono e a ameaçar ruína.
Nova Igreja
Perante o insuficiente espaço físico da Capela para acomodar os fiéis no seu interior, foram congregados esforços e surgiram enormes boas-vontades que animaram e incentivaram o seu Pároco - Rev. António Gonçalves Porto - a construir uma nova igreja. Da comissão de Angariação de fundos «P’rá Nova-Igreja» destaca-se, entre outras, a figura da D. Ana da Mota Mendonça nobre senhora que acabou por se salientar como sendo a maior benfeitora da obra. Assim, em 2 de Maio de 1953, o Bispo do Porto, Sr. D. António Ferreira Gomes, benzeu, solenemente, a primeira pedra, cujo projecto de arquitectura moderna, da autoria do Arquitecto Paulo Sampaio, foi acompanhado e orientado pelo Prof. Eng.º Barbosa de Abreu. Cinco anos mais tarde, em Maio de 1958, era inaugurada, pelo mesmo Bispo que lançou a primeira pedra, a Cripta. A 11 de Fevereiro de 1963, o Padre António Gonçalves Porto, benzeu a nova igreja e, por coincidência, celebrava a primeira missa a assinalar o sétimo dia do falecimento daquela que foi a sua grande entusiasta e benfeitora - D. Ana da Mota Mendonça. Em 1968, nas celebrações do cinquentenário da paróquia com a sagração do altar-mor, foi concluída a nova Igreja. Posteriormente foi construído, nas traseiras da Igreja, um edifício destinado ao Salão Paroquial, com diversos gabinetes para os seus serviços administrativos de apoio às atividades eclesiásticas e de guarda das alfaias religiosas.

### Orago e festa anual
Nossa Senhora da Hora (Padroeira da freguesia). Dia (móvel) da festa anual: 5.ª Feira da Ascensão.
A Senhora da Hora, depois de ter sido elevada à categoria da freguesia, viu difundir-se extraordinariamente a devoção à sua padroeira, cuja reputação ultrapassou as próprias fronteiras e das terras mais distantes do país ocorriam inumeráveis peregrinos à ermida para deporem aos pés da Virgem dos Milagres as ofertas prometidas em horas aflitivas. No aprazível recinto fronteiro à Capela, os vendeiros e feirantes erguiam as suas improvisadas tendas e os donos dos engenhos recreativos estendiam as suas máquinas de diversão, cavalinhos, aviões, carroceis etc., que alegravam os romeiros. As moças, por sua vez, bebiam a água "milagrosa" da Fonte das Sete Bicas, que tem um caudal com uma pujança assombrosa mas sem virtude alguma, ficando convictas de que isso lhes garantiria para breve o almejado matrimónio. A referida fonte foi construída no ano de 1893, sem quaisquer características arquitectónicas que mereçam especial referência, onde tem esculpidos, em baixo relevo, os seguintes dizeres:
"1893
aqui apareceo Nossa Senhora
da Ora louvado seja o
Santíssimo Sacramento"
Por sua vez as mães, no dia da festa, no momento da elevação das hóstias e calix da missa, davam a beber aos seus filhos pequenos, um "remédio", de fabrico caseiro, com a suposta virtude de os imunizar das maleitas da epilepsia ou da gota. No final da cerimónia e depois de darem três voltas á capela, os familiares da crianças e a maioria dos romeiros iam, felizes, com a cesta do farnel expandir a sua alegria e "matar a fome" provocada por tão longa jornada, levando no seu espírito folgazão a vontade de voltar no ano seguinte. Nos dias de hoje e desde há uns anos atrás, a romaria da Senhora da Hora deixou de ter o brilhantismo de outrora caindo em profundo desuso por parte dos romeiros que todos os anos a visitaram dando-lhe enorme vivacidade e grande brilhantismo, o que nos leva a pensar que dentro de alguns anos, a continuar o desinteresse e a desmotivação, esta apenas se limitará às festividades religiosas em honra da padroeira, pelo que se perderá, irremediavelmente, toda a tradição de grande romaria. A falta de espaço físico para a montagem das diversões, a inexistência de raiz da nova população, os enormes encargos financeiros com a sua realização, a proximidade de data com início das festas ao Senhor de Matosinhos e o desinteresse dos agentes económicos e dos habituais promotores das festividades, são as causas mais diretas que inviabilizam a realização de uma festa digna e que outrora tanto prestígio teve.

### Parque de Jogos Manuel Pinto De Azevedo e Centro Cultural (também conhecido por Físicos)
Este parque desportivo surgiu mercê da tutela da Empresa Fabril de Norte após a criação do Clube de Desportos e Educação Física do Norte em 1 Março de 1948, tendo saído da enorme boa- vontade de servir o desporto amador nas modalidades de Basquetebol, Voleibol Hóquei em Patins, Ténis de Mesa, Ciclismo, Boxe, e, mais tarde, o Andebol de sete no qual se destacam os nomes dos seus apaniguados e saudosos dirigentes fundadores, senhores Eng. Alberto Mendonça e José da Silva Santos, (grande entusiasta do basquetebol), os quais tiveram boa receptividade e acolhimento por parte da administração daquela conceituada empresa têxtil, destacando nesta os senhores Manuel Pinto de Azevedo, o Eng. Luís Delgado dos Santos e o Sr. João Mendonça, os quais apadrinharam a ideia e lhe deram corpo, tendo decidido mandar construir, num terreno de sua pertença, situado no gaveto da Av. Fabril do Norte com a Rua de Lagos, desta freguesia, um magnífico campo de jogos ao ar livre, com um campo retangular com as medidas de 40x20 metros, uma bancada com cerca de 1200 lugares sentados, balneários, sanitários e um edifício para a sede social do referido clube, que chegou a ter mais de 650 associados, cujo complexo social e desportivo, projectado pelo Sr. Arq. José Oliveira, foi inaugurado em 1 de Maio de 1952 e ao qual foi dado, mais tarde, o nome do saudoso benemérito - o Sr. Manuel Pinto de Azevedo - destinando-se o mesmo para convivência e sã camaradagem dos seus trabalhadores (que eram cerca de 2100), através da prática do desporto, o qual, durante bastantes anos, foi considerado como sendo um dos mais prestigiados clubes nas modalidades praticadas pelos seus briosos atletas, designadamente de basquetebol, que chegou a conquistar o título de campeão nacional da II.ª divisão, de Hóquei em Patins e outras, tendo contribuído com alguns dos seus atletas destas modalidades para as nossas seleções distritais e nacionais. Mais tarde, em meados da década de 80, em consequência das dificuldades económico-financeiras da Empresa e por várias questões multifacetadas da vida portuguesa, a mesma decidiu alterar o seu contexto sócio-económico procedendo à venda dos seus terrenos, em cujo processo entrou em negociações a Câmara Municipal de Matosinhos, tendo ficado assente que o terreno e as instalações do complexo desportivo do "Educação Física do Norte" ficaria da posse do município, o qual, por sua vez, decidiu, em 28 de Março de 1984, que a administração das instalações da sede passassem para a alçada da Junta de Freguesia da Senhora da Hora. Extinguiu-se desta forma o tão prestigiado e saudoso Clube (Físicos, como era conhecido), dando lugar, mais tarde, as suas modelares mas já degradadas instalações, à continuação da prática desportiva de manutenção física e o respectivo edifício da sede social à ministração de aulas de ginástica, balé e de caraté após as óbvias benfeitorias de obras de construção civil então efetuadas. Posteriormente, a Junta de Freguesia decidiu mandar remodelar o complexo desportivo dotando-o com dois campos de ténis, um novo recinto desportivo, dois novos balneários de apoio, um novo sistema de aquecimento de águas para os banhos; esses melhoramentos foram inaugurados em 28 de Outubro de 1989. Em Maio de 1992 foi inaugurada a nova luz artificial nos campos de ténis e nos recintos desportivos e ainda um parque infantil, o que se traduz num apreciável esforço financeiro da autarquia local a bem do desporto e da cultura. Dentro deste espírito sociocultural e aproveitando as estruturas existentes, a junta deliberou também remodelar as instalação da antiga sede, criando no seu interior, com alargamento para a parte posterior, um novo bloco para balneários para uso dos praticantes das já referidas modalidades. Essas instalações foram denominadas de "Centro cultural da Senhora da Hora".

### Museu de Jazigos Minerais Portugueses
Sediado nas instalações do Laboratório do Instituto Geológico e Mineiro, este espaço museológico apresenta uma das melhores e mais representativas coleções nacionais das principais jazidas minerais portuguesas.
Da pirite alentejana ao volfrâmio da Panasqueira, passando por muitos outros jazigos minerais, como o ouro de Jales ou o urânio da Urgeiriça, este museu presta uma particular atenção à vizinha exploração de Caulino da Senhora da Hora.
Além dos exemplares de minerais, este espaço museológico apresenta também alguns achados arqueológicos, testemunhos da atividade mineira no nosso País, através dos tempos.

### Museu Vivo do Milho e do Linho
(Rancho Folclórico Paroquial do Padrão da Légua)
Concelho predominantemente rural até finais do Séc. XIX, Matosinhos lançou bem fundas as raízes da sua génese e desenvolvimento na prática e vivência agrícola. Marcando o ritmo de praticamente toda a população, as sementes, a vindima, as feiras agrícolas, as desfolhadas do milho ou a espadelada do linho assinalavam diferentes épocas do ano. Do mesmo modo que a ordenha das vacas, as regas, a confecção das alfaias ou o levar dos animais ao pasto ritmou o dia-a-dia do concelho durante séculos. As profundas implicações económicas, sociais e culturais deste modo de vida não deixaram de se reflectir, nas tradições etnográficas e no património histórico-cultural do concelho.
Desde os anos 80 que a preservação desta importante componente da nossa Memória Colectiva vem sendo incentivada e desenvolvida pelo Rancho Folclórico Paroquial do Padrão da Légua. Um programa em torno do milho (do cultivo à confecção de pão), permitiu um levantamento exaustivo das diferentes fases do trabalho, das tradições associadas a esta prática agrícola, e uma significativa recolha de alfaias e de outros elementos da cultura material ligados ao seu cultivo e tratamento.
O resultado desse programa e recolhas originou uma significativa coleção que encontra agora, com o apoio da Câmara Municipal de Matosinhos, um espaço para a sua permanente exibição pública.